# Perlidae
Perlidae é uma família de insetos da ordem Plecoptera. São popularmente conhecidas como perla.
Esses insetos têm um estilo de vida muito parecido com o das efêmeras: dependem de água limpa para se reproduzir e se alimentar. As perlas precisam de água doce, e em caso de tempo seco, seus ovos hibernam até a chegada das chuvas. Apesar das asas, não são boas voadoras. São insetos rastejantes com fortes pernas, cada uma terminando com uma garra.
As larvas das perlas lembram muito o inseto adulto, chegando a ter asas.
Habitat:Água doce corrente.
Onde vive:no mundo todo, exceto na Austrália e na Antártica.
Tamanho: em média, 3 centímetros de comprimento.
O que come: As larvas se alimentam de alguns animais aquáticos; os adultos; de plantas